# Carmen Yon
Carmen Juana Yon Leau (Lima, 2 de noviembre de 1967) es una investigadora especializada en temas de salud sexual y reproductiva en el Perú, temas de género, salud intercultural en la amazonia y en la región andina. También es bachiller en sociología, doctor en antropología y docente de la Pontificia Universidad Católica del Perú y doctor en filosofía y master of arts de la Columbia University New York.

## Biografía
Carmen Yon Leau se desempeña actualmente como investigadora principal en el Instituto de Estudios Peruanos, así como docente de la Pontificia Universidad Católica del Perú y la Universidad Nacional Mayor de San Marcos. Cuenta con una gran trayectoria en la enseñanza de métodos cualitativos y etnográficos para la enseñanza y asesoría en los campos de antropología y metodologías de investigación social. Además ha sido investigadora en la Fundación Ford, el Movimiento Manuela Ramos, la Universidad Cayetano Heredia, la Pontificia Universidad Católica del Perú, y la Columbia University. Ha publicado diversos estudios en libros, artículos e investigaciones sobre género, sexualidad, etc.